# Rozhledna Johanka
Rozhledna Johanka, či Rozhledna na Johance byla situována v blízkosti obce Hýsly, nacházející se přibližně 6 km východně od Kyjova. Byla dokončena a pro veřejnost zpřístupněna v roce 2006.
Rozhledna byla celodřevěná a vysoká 11 metrů, nacházela se v nadmořské výšce 272 metrů. Na vrchol vedlo 39 dřevěných schodů. Byla volně přístupná a bylo z ní možné spatřit nedaleký hrad Buchlov.
Zastupitelstvo obce rozhodlo v říjnu 2016 o jejím stržení pro špatný technický stav. 
Jako náhrada za ni byla v roce 2021 na nedalekém návrší Chrástky, které se nachází mezi obcemi Hýsly, Žádovice a Ježov, postavena betonová rozhledna Súsedská.

## Fotogalerie

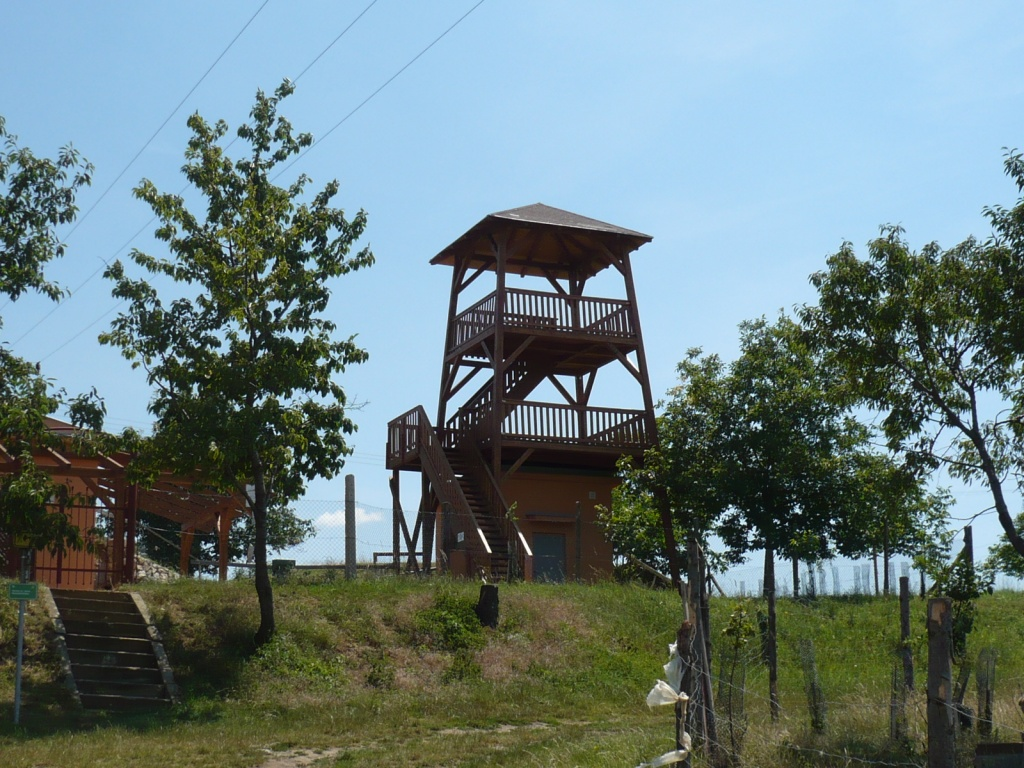
Z přístupové cesty
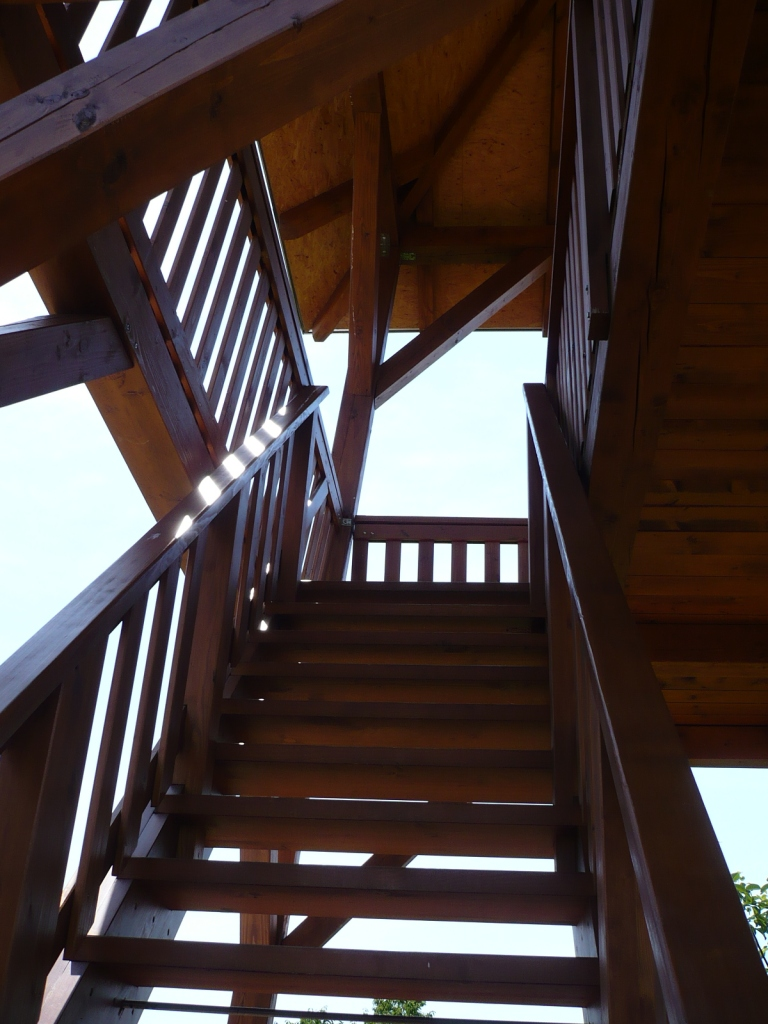
Schody nahoru
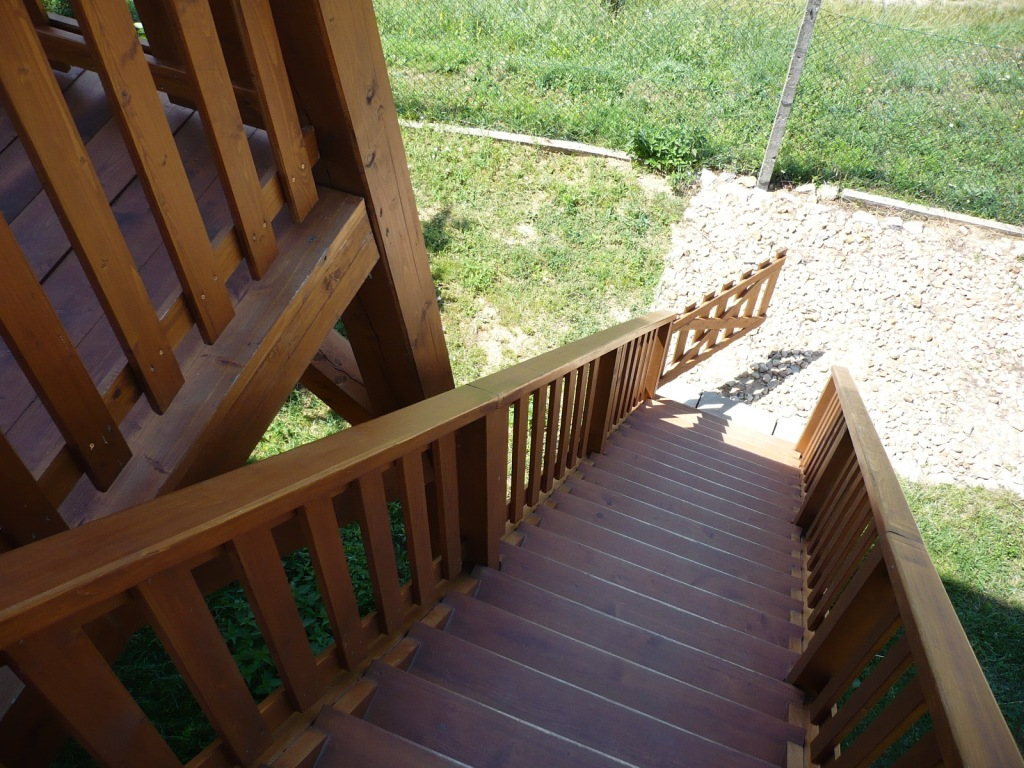
Schody dolů
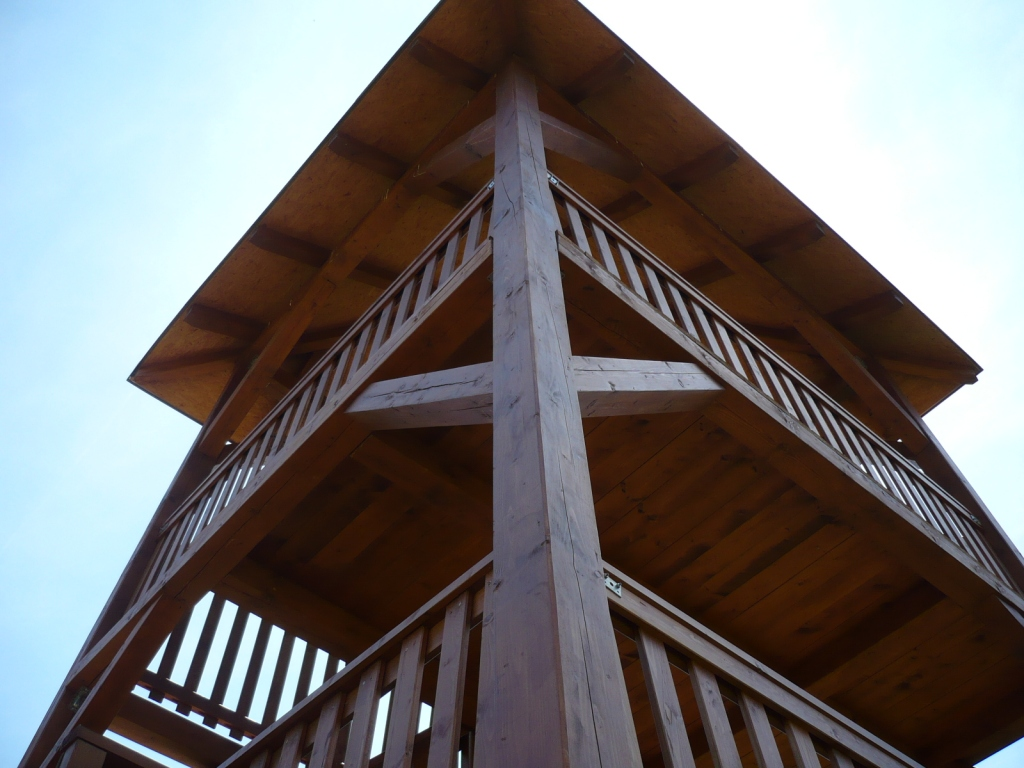
Pohled od vstupu